# Edievale
Edievale est une petite localité de la région ouest d’Otago, située dans l’Île du Sud de la Nouvelle-Zélande.

## Situation
C’est un petit village, qui est localisé à équidistance entre les villes d’Heriot, qui siège à l’ouest, et Raes Junction, qui siège à l’est, sur le trajet de la route State Highway 90/SH 90 (en).

## Population
Bien que le village ne soit maintenant le domicile que de quelques résidents, il était autrefois plus grand et entre l’année 1905 et l’année 1970, il servit de terminus à la branche du chemin de fer de branche de Tapanui (en). Avec la fermeture de la ligne, due aux inondations répétées, le village diminua pour rejoindre sa taille actuelle.

## Toponymie
Edievale fut dénommé d’après un des premiers colons, John Edie, qui faisait partie des pionniers.